# Tudor Pro Cycling Team U23
Das Tudor Pro Cycling Team U23 ist ein Schweizer Radsportteam mit Sitz in Schenkon.
Das Team wurde zur Saison 2023 als offizielles Nachwuchsteam des Tudor Pro Cycling Teams ins Leben gerufen und ist als UCI Continental Team lizenziert.

## Saison 2025
Mannschaft
| Teamkader 2025          | Teamkader 2025    | Teamkader 2025 | Teamkader 2025                               |
| Name                    | Geburtsdatum      | Land           | Vorheriges Team                              |
| ----------------------- | ----------------- | -------------- | -------------------------------------------- |
| Samuele Alari           | 11. März 2005     | Italien        | S.C. Romanese (2023)                         |
| Victor Benareau         | 12. April 2005    | Schweiz        |                                              |
| Diego Casagrande        | 5. August 2004    | Schweiz        |                                              |
| Robin Donzé             | 6. November 2003  | Schweiz        | Tudor Pro Cycling Team (2022)                |
| Mathias Guillemette     | 14. Januar 2002   | Kanada         | Chaney Windows and Doors Cycling Team (2024) |
| Roman Holzer            | 12. März 2003     | Schweiz        |                                              |
| Kryštof Král            | 3. Juli 2006      | Tschechien     |                                              |
| Oliver Mätik            | 3. Juni 2006      | Estland        |                                              |
| Jackson Medway          | 15. Oktober 2004  | Australien     | Team BridgeLane (2024)                       |
| Noé Melot               | 7. September 2005 | Frankreich     |                                              |
| Tim Rey                 | 10. März 2004     | Schweiz        |                                              |
| Juan David Sierra       | 25. Januar 2005   | Italien        |                                              |
| Jesper Stiansen         | 22. April 2005    | Norwegen       |                                              |
| Joël Tinner             | 5. Juni 2004      | Schweiz        |                                              |
| Arno Wallenborn         | 8. April 2003     | Luxemburg      | Team Snooze-VSD (2024)                       |
|                         |                   |                |                                              |
| Quelle: ProCyclingStats |                   |                |                                              |

Erfolge
| Siege | Siege  | Siege | Siege  | Siege  | Siege |
| Datum | Rennen | Staat | Klasse | Sieger |       |
| ----- | ------ | ----- | ------ | ------ | ----- |

## Bisherige Saisonerfolge
| Rennserie                 | 2023 | 2024 |
| ------------------------- | ---- | ---- |
| UCI ProSeries             | -    | -    |
| UCI Continental Circuits  | -    | 1    |
| nationale Meisterschaften | 3    | 2    |

## Platzierungen in der UCI-Weltrangliste
| World Ranking | World Ranking | World Ranking         | World Ranking |
| Jahr          | Teamwertung   | Einzelwertung         |               |
| ------------- | ------------- | --------------------- | ------------- |
| 2023          | 90.           | Mathys Rondel (711. ) |               |
| 2024          | 74.           | Fabian Weiss (490. )  |               |
|               |               |                       |               |
| Quelle: UCI   |               |                       |               |